# فرد أليسون
فرد أليسون (بالإنجليزية: Fred Allison)‏ هو كيميائي وفيزيائي أمريكي، ولد في 4 يوليو 1882 في فرجينيا في الولايات المتحدة، وتوفي في 2 أغسطس 1974 في أوبورن في الولايات المتحدة.